# Agfacolor

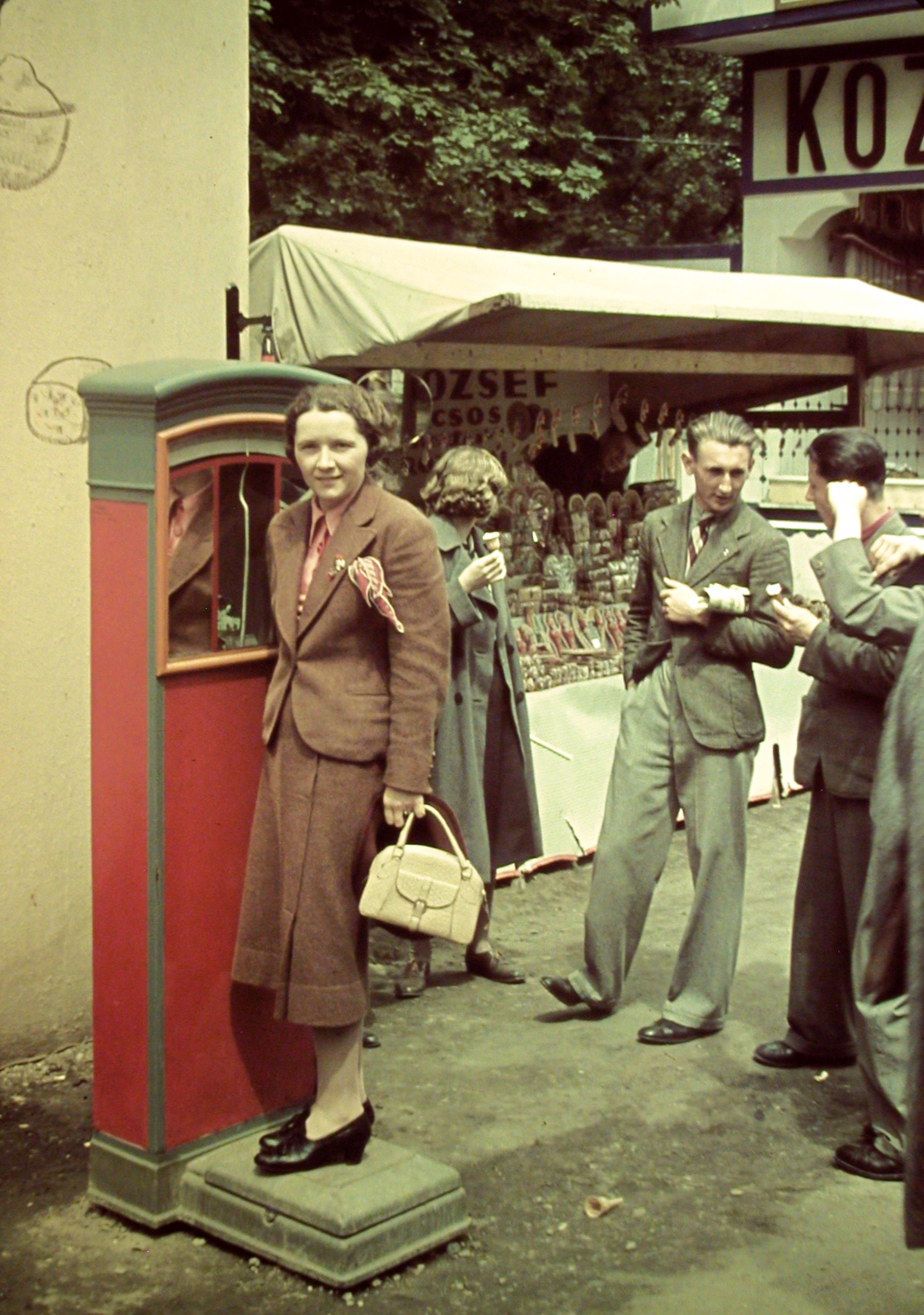
Budapest, Hongria, 1939

Agfacolor és el nom d'un tipus de pel·lícula per a diapositives en color fabricat per Agfa, una marca d'Alemanya. Aquesta tècnica estava basada en la patent no. 253335 del Dr. Rudolf Fischer del 1911 a Berlín. El primer Agfacolor, introduït el 1932, era una versió en pel·lícula de la placa de color Agfa ‘Agfa-Farbenplatte’, una screenplate similar a la francesa Autocrom (patentada pels germans Lumière). A final del 1936 Agfa va presentar Agfacolor Neu (Nou Agfacolor), una pel·lícula en color pionera del tipus general que es fa servir fins que l'impressió digital va arribar. El nou Agfacolor era originalment una pel·lícula reversible utilitzada per fer diapositives, pel·lícules i documentals curts. Al voltant del 1939 també es va adaptar a pel·lícules en negatiu i a pel·lícules imprimibles perquè la indústria de la fotografia alemanya les pogués utilitzar. Després de la Segona Guerra Mundial, la marca Agfacolor es va aplicar a una àmplia varietat de pel·lícules en color i en negatiu per a fotografia estàtica, en les quals els negatius van ser utilitzats per fer impressions en color sobre paper. La pel·lícula reversible es va comercialitzar llavors amb el nom d'Agfachrome.
Agfacolor Neu, anomenada simplement Agfacolor després que el predecessor fos retirat del mercat, va ser la resposta d'Alemanya al Technicolor i el Kodachrome. Com el Kodachrome, presentat per Eastman Kodak el 1935, la nova pel·lícula Agfacolor era un tripack integral amb tres capes diferents d'emulsió sensibles al color. Al contrari que Kodachrome, les corresponents tintes formadores de color es van crear integrals amb cada capa durant la fabricació, el que va simplificar notablement el processament de les pel·lícules: amb Kodachrome, les tintes havien de ser introduïdes una per una en un procediment realment complicat que requeria equipaments especials, únicament a la planta de processament de Kodak.

## Història

### Desenvolupament

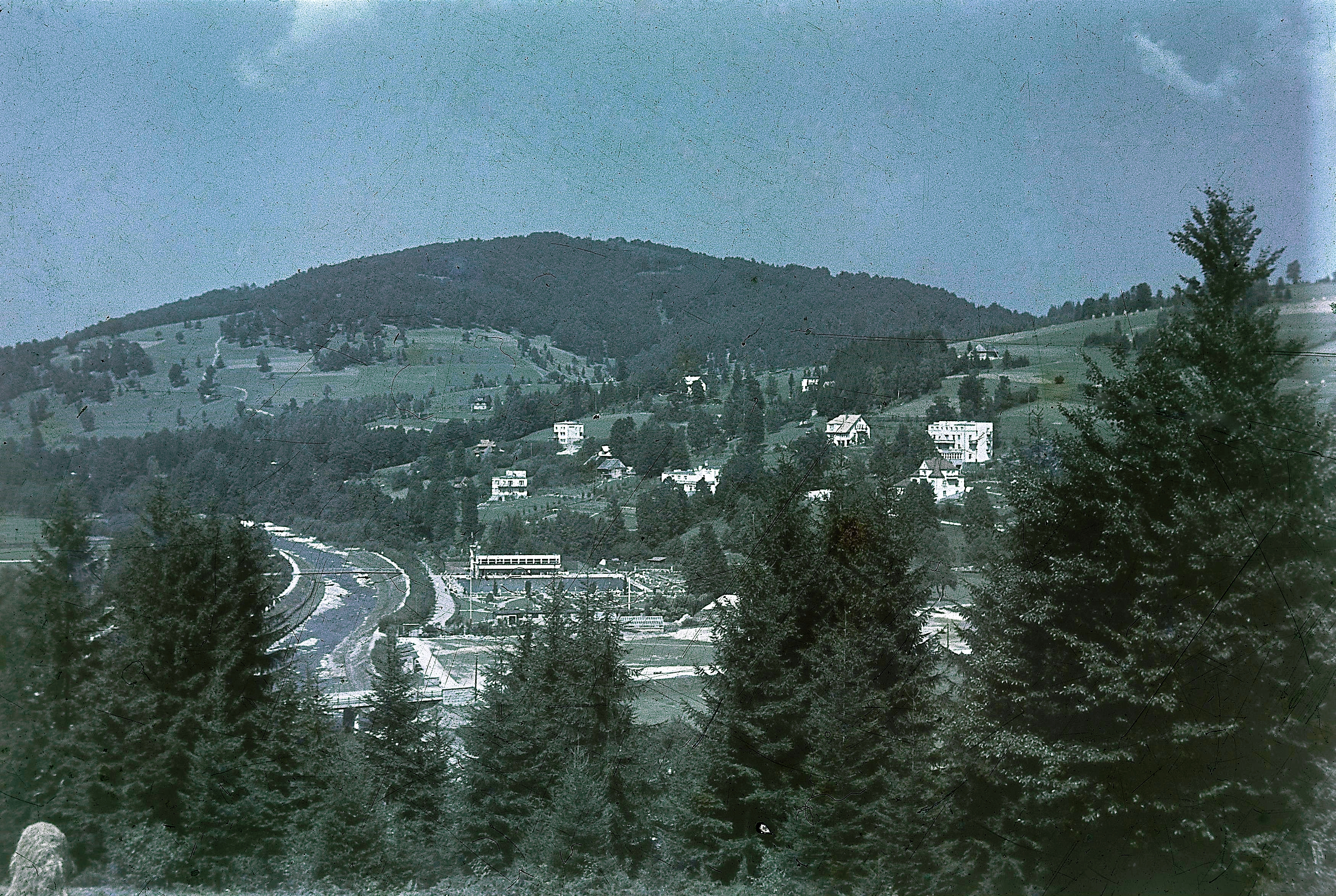
Ciutat de Wisla, Polònia, 1939

Adonant-se'n que anaven almenys un any enraderits darrera de la competència nord-americana, els tècnics alemanys van decidir desviar-se de l'intent de Kodak de capturar imatges en color sobre pel·lícula i van desenvolupar la seva pròpia tecnologia. Els esforços van donar fruits durant l'estiu de 1936, quan els enginyers químics d'Agfa a Alemanya van provar el nou material (Agfacolor) a la competició de natació dels Jocs Olímpics de 1936 a Berlín. Encara que la tecnologia alemanya era prometedora i semblava que podria ser utilitzada per diferents objectius, des de pel·lícules fotogràfiques en negatiu per imprimir fins a diapositives fotogràfiques i pel·lícules animades, els va costar tres anys més, fins al juliol del 1939, perquè algun estudi d'animació alemany experimentés amb aquell material.

#### Primera utilització en pel·lícules alemanyes
El ministre de propaganda del Tercer Reich, Joseph Goebbels, estava preocupat. Admirava les pel·lícules de Hollywood i les examinava detingudament en projeccions privades regulars (a vegades amb Adolf Hitler i el seu equip). Pel·lícules de Technicolor com El Jardí d'Allah (1936), El que el vent s'endugué (1939) i Blancaneus i els set nans (1937) de The Walt Disney Company, van fer que se n'adonés que la indústria de Hollywood era una amenaça pel mercat intern alemany i que el domini de Hollywood de la tecnologia del cinema en color havia de ser igualada, almenys si Alemanya volia seriosament començar una guerra cultural contra els Estats Units i Gran Bretanya.

#### Frauen sind doch bessere Diplomaten
No va ser fins al començament de la fotografia principal de Frauen sind doch bessere Diplomaten (literalment en català ‘Les dones són millors diplomàtics'), un musical del 1939 amb la popular cantant i ballarina Marika Rökk i l'actor Willy Fritsch que Agfacolor es va utilitzar per una pel·lícula important. L'ús d'Agfacolor va ser reforçat pel cap de la indústria cinematogràfica nazi, el ministre del Reich Joseph Goebbels, i els executius a l'UFA van finalment rendir-se per la seva pressió. Agfacolor es va utilitzar llavors durant tota la gravació de Frauen sind doch bessere Diplomaten.
Durant la filmació, la pel·lícula fotogràfica va obtenir resultats barrejats ja que encara era molt sensible a canvis de temperatura, causades per la altitud del sol durant el dia. A més, les gravacions externes eren difícils de controlar: la gespa de devant d'un castell va aparèixer totalment groga, més tard marró, i finalment blavosa. La tecnologia no havia sigut plenament desenvolupada, i els laboratoris d'Agfa utilitzaven la pròpia gravació del film com un terreny d'experimentació per les seves recerques, canviant contínuament la fórmula durant la filmació basats en resultats insatisfactoris, així que escenes senceres havien de tornar a ser gravades cada vegada que hi havia una nova formula. Mentrestant, els costos de producció van augmentar de 1,5 fins a 2,5 milions de marcs del Reich. Més de dos anys després de l'inici del rodatge, Frauen sind doch bessere Diplomaten va ser projectada l'octubre del 1941. Tot i la més aviat baixa qualitat del color, la pel·lícula va obtenir un èxit considerable, i va generar un benefici de 8 milions de marcs del Reich cap al final de la guerra.

### Die goldene Stadt
Després dels constants errors i les enormes dificultats tècniques que es van tenir per gravat Frauen sind doch bessere Diplomaten, les següents pel·lícules en Agfacolor van ser gravades i revelades molt més ràpid i amb molt millors resultats. La tecnologia va ser millorada en poc temps. Veit Harlan, potser el cineasta més important que va treballar de forma oficial pel Tercer Reich, va tenir l'oportunitat de gravar una pel·lícula en Agfacolor. Entre els estius del 1941 i 1942, Veit Harlan va acabar Die goldene Stadt (‘La ciutat daurada’), una fantasiosa i propagandística història de fades amb la seva dona, Kristina Söderbaum, com a actriu principal representant una jove i inocent noia de ciutat que arriba a la ciutat de Praga i és seduïda per un gigoló sense escrúpols.
Die goldene Stadt es va estrenar al Festival de Cinema de Venècia el setembre del 1942 i va ser premiada per la qualitat tècnica sorprenent, i l'actriu principal, Kristina Söderbaum, també va guanyar el premi de l'actriu. Gravada pel càmera Werner Krien, que havia gravat pel·lícules en blanc i negre abans, i assistida per l'especialista en efectes especials Konstantin Irmen-Tschet (també encarregat dels efectes especials a la pel·lícula de Fritz Lang, Metropolis), el film tenia una impressionant simfonia de colors.

### Últimes pel·lícules Agfacolor durant el Tercer Reich
Feta pel vint-i-cinquè aniversari de l'UFA, Münchhausen (1943) va ser el tercer film alemany (d'una dotzena) produïda amb pel·lícules fotogràfiques d'Agfacolor entre el 1939 i 1945. Altres produccions notables d'Agfacolor van ser Kolberg (1945), una dramatització de la resistència alemanya durant les Guerres Napoleòniques i l'última gran producció propagandística del règim nazi. Un nombre significant de pel·lícules en Agfacolor que van ser gravades entre el 1939 i el 1945 van sobreviure a la guerra però una gran part d'aquestes només es mantenen en fragments avui en dia.

### Llegat de la Segona Guerra Mundial
Cap al final de la Segona Guerra Mundial, grans quantitats de material sense revelar d'Agfacolor van caure a les mans de la Unió Soviètica, i van servir de base pel procés conegut com a Sovcolor, que va ser àmpliament utilitzat per la URSS i altres nacions de l'est europeu. Una de les pel·lícules més conegudes del procés Sovcolor es Guerra i Pau (1965-67).
Després de la guerra, la planta principal de producció d'Agfa a Wolfen era a la zona d'ocupació soviètica que estava a punt de tornar-se l'Alemanya de l'Est. Després de la guerra, la planta de Wolfen va continuar produint pel·lícules en Agfacolor, fins que el 1964 l'Alemanya de l'Est va perdre la llicència de la marca Agfa. Del 1964 en endavant, la planta va ser reanomenada a ORWO (acrònim de Wolfen Original), i va produir films en color sota el nom d'ORWOcolor.

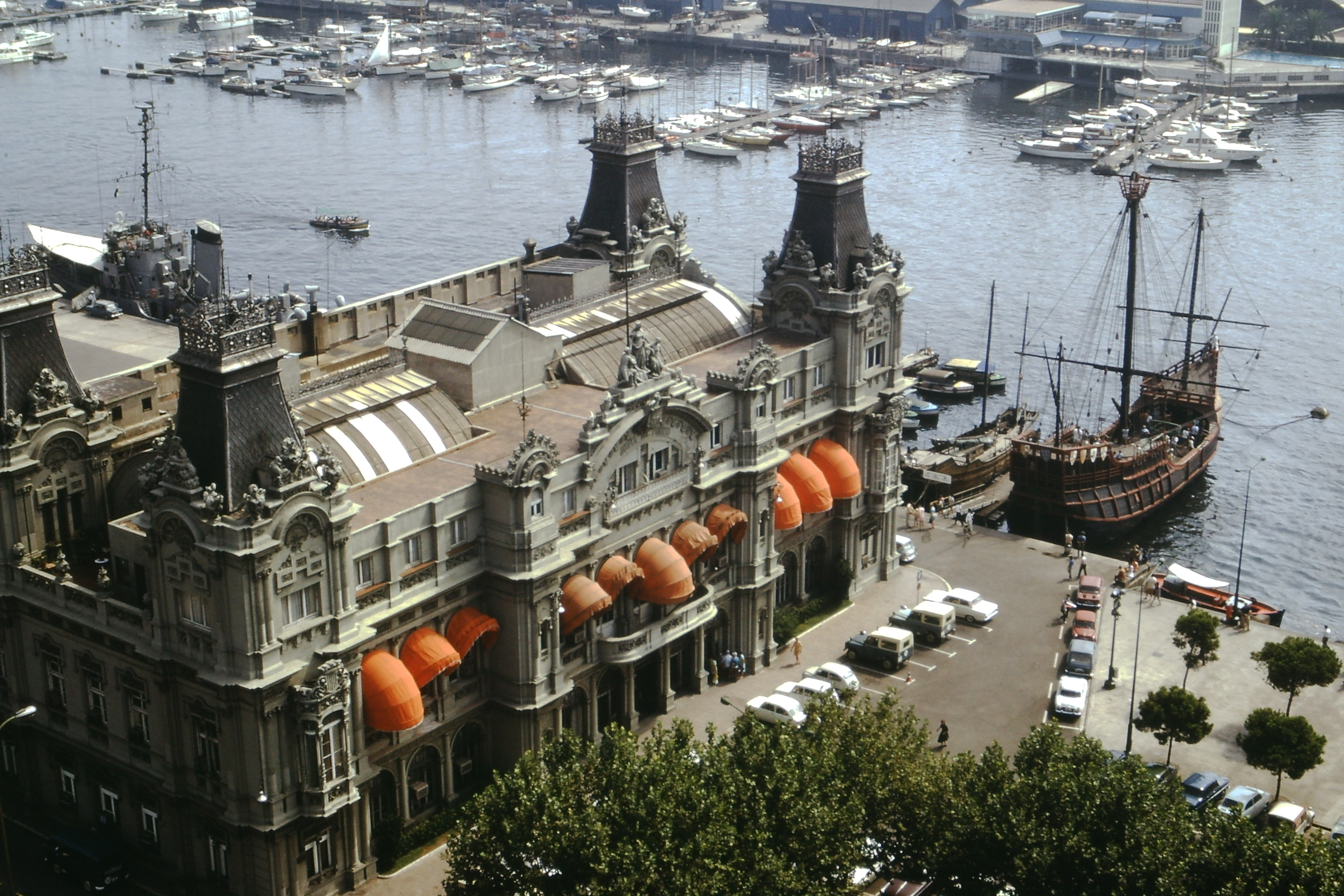
Fotografia en Agfacolor de Barcelona, 1971

Els productes d'Agfacolor van estar mercantilitzats també a Amèrica del Nord sota el nom d'Ansco Color i Anscochrome (d'Agfa i del seu subsidiari als Estats Units, Agfa-Ansco). Abans de la Segona Guerra Mundial, la pel·lícula havia estat importada d'Alemanya. Després que comencés la guerra, la subsidiària nord-americana va caure en mans del govern dels Estats Units. Devant de la demanda del departament de guerra, Ansco va desenvolupar una pel·lícula en color similar, que estava produïda en una fàbrica pròpia a Binghamton (Nova York). Anscochrome va ser àmpliament distribuïda, però va tenir un èxit comercial limitat en competició amb els productes de Kodak.
Ansco Color va ser utilitzada també en pel·lícules de Hollywood, incloent-ne algunes produïdes per la Metro-Goldwyn-Mayer. Les pel·lícules gravades en Ansco Color van ser, entre d'altres, L'home a la torre Eiffel (1949), El dimoni de Bwana (1953), Fes-me un petó, Kate (1953), Set núvies per set germans (1954), Brigadoon (1954), i Cobdícia per la vida (1956), la ultima pel·lícula que es va gravar. Les pel·lícules fotogràfiques d'Anscochrome per fotografia estàtica van ser manufacturades fins al 1977.

### Agfacolor durant la Segona Guerra Mundial

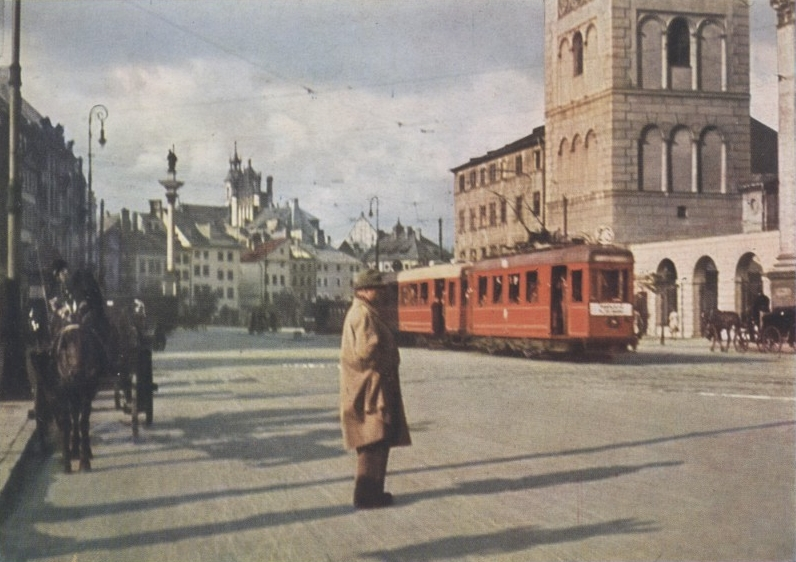
Varsòvia, 1939

Primers treballs professionals famosos fets en Agfacolor van ser reportatges de guerra fets durant l'Invasió de Polònia (1939) per Hugo Jaeger; París durant l'ocupació alemanya (1940-1944) per André Zucca; l'aixecament dels guetos de Varsòvia (1943) per Zbigniew Borowczyk; l'aixecament de Varsòvia (1944) per Ewa Faryaszewska i durant la Revolució d'Hongria de 1956 per Jeno Kiss. Tots els treballs amb l'excepció del de Jaeger van ser fets per membres de la resistència contra els seus ocupants. Totes les fotografies i fotògrafs van sobreviure en excel·lents condicions.
El 1978 Agfa va abondonar la producció de films en color basades en el procediment original d'Agfacolor, i va canviar al procés C-41 de Kodak.

## Ressorgiment
Pel·lícules d'Agfa per fotografia aèria s'estan perforant per a servir en càmeres estàtiques de 35mm i comercialitzat per Rollei. El mateix tipus de pel·lícula s'està perforant per cinema en 16mm cinema Super-8 per Wittner Cinetec a Hamburg (Alemanya). Agfa es ara l'única productora de pel·lícula de Tipus II perforada en 70mm Perforated Type II per càmeres estàtiques, com la Graflex Combat Graphic i la Hasselblad o Linhof. Aquesta es una pel·lícula pancromàtica en blanc i negre, amb sensibilitat ampliada d'infrarojos però utilitzable com una pel·lícula regular per llum de dia. Es comercialitza amb el nom de Rollei 400S.